# Tenacious D
För andra betydelser, se Tenacious D (olika betydelser).
Tenacious D, också känt som The D, är ett amerikanskt rockband bildat av musikerna och skådespelarna Jack Black (leadsång, kompgitarr) och Kyle Gass (sologitarr, bakgrundssång). 
Musikstilen är en blandning av olika sorters rock, som komisk rock och folk-rock. Språket är stundtals vulgärt.
Tenacious D blev kända år 1999 då de medverkade i en TV-serie med samma namn. Serien var sex avsnitt lång och visades på HBO. I TV-serien presenterade bandet sig som "The D" och "världens bästa band". 
Serien har senare visats på Comedy Central. Den finns också på dvd:n "The Complete Masterworks".
Jack Black och Kyle Gass har haft både biroller och huvudroller i ett flertal filmer, som "Min stora kärlek". Jack Black var också huvudrollsinnehavare i filmen School of Rock.
Bandet har gjort en film som heter Tenacious D: Världens bästa rockband som innehåller alla låtar ur albumet med samma namn.

## Historia
Jack Black och Kyle Gass var 16 respektive 24 år gamla när de träffades i Edinburgh i Skottland 1985 då de båda var med i Los Angeles teatergrupp "The Actor's Gang". Namnet Tenacious D står för Tenacious Defence som är en term inom baseboll som användes av Marv Albert.
Namnet blev bestämt tack vare publiken på deras första gig 1994 på "Al's Bar", andra möjliga namn var "Pets or Meat", "Balboa's Biblical Theatre" och "The Axe Lords Featuring Gorgazon's Mischief", vilket var Kyle Gass favorit.

## Kontroverser
Under en konsert i Sydney den 14 juli 2024 firades bandmedlemmen Kyle Gass födelsedag med tårta på scen. Gass fick då frågan vad han önskade sig, varpå han svarade ”Missa inte Trump nästa gång”. Det var en referens till det mordförsök på Donald Trump som ägt rum knappt ett dygn tidigare. Till följd av uttalandet och de reaktioner bandet fick på det meddelade Jack Black 16 juli 2024 att Tenacious D ställde in en spelning i Newcastle samma dag, samt den fortsatta turnén i Australien och Nya Zeeland 2024.
Gass bad efter uttalandet om ursäkt för vad han sagt. Framtiden för Tenacious D är i och med uttalandet och den inställda turnén osäker enligt Black.

## Medlemmar
Ordinarie medlemmar
- Jack Black – sång, akustisk gitarr (1994–2024)
- Kyle Gass – sologitarr, bakgrundssång (1994–2024)

Bidragande musiker
- John Konesky – elektrisk gitarr, bakgrundssång (studio och live) (2005–2024)
- John Spiker – basgitarr, bakgrundssång (studio och live) (2005–2024)
- Brooks Wackerman – trummor (live) (2006–2024)
- Dave Grohl – trummor, slagverk (studio) (2001–2024)

## Diskografi
- 2001 – Tenacious D
- 2006 – The Pick of Destiny
- 2012 – Rize of the Fenix
- 2018 – Post-Apocalypto

## Filmografi
- Tenacious D: Världens bästa rockband (2006)